# Lecanora louisianae
Lecanora louisianae är en lavart som beskrevs av B. de Lesd. Lecanora louisianae ingår i släktet Lecanora och familjen Lecanoraceae.   Inga underarter finns listade i Catalogue of Life.